# Acanthognathus lentus
Acanthognathus lentus este o specie de furnică aparținând genului Acanthognathus. Descrisă în 1922 de Mann, specia este originară din America Centrală și America de Sud.